# 硬體延遲
硬體延遲(Hardware delay )：為電離層TEC估值中最主要的誤差來源之一，亦為精確單點定位常出現之誤差之一。有分衛星硬體延遲和接收器硬體延遲，衛星硬體延遲為衛星信號產生器與信號傳送器(天線)之間的時間差；接收器硬體延遲是指信號接受器(天線)與信號處理器之間的時間差。
在GNSS的出現後，使用GNSS獲得TEC的設備主要分成空基、地基兩種。空基即所謂的衛星,地基即接收器。不論是哪一種設備，獲得電離層電子總含量(Total Electron Content,TEC)的方法都是利用電離層電子密度對於不同頻率的信號所產生的各個折射的特徵來獲得。但是由於GNSS衛星在發射信號時在不同頻率的信號之間會產生誤差，同樣GNSS接收機在接收不同頻率的導航信號時也會產生誤差，即所謂的硬體延遲。
硬體延遲會因為頻率不同，產生不同的影響程度，如太陽活動，在太陽活動劇烈時，硬體延遲可高達15TECU，即影響誤差的程度大，而太陽活動相對穩定期，硬體延遲在2TECU以內，則影響程度小
；也與緯度有關，低緯地區的GNSS接收機的硬體延遲可達到6-8TECU，而中緯度地區只有2TECU以內。TEC的大小通常會用每平方公尺單位含有多少個電子來表示，也就是TECU，TECU越大代表其造成的誤差越大。TECU = 1016 (electrons/m2 )